# Flandria (Schiff)
Die Flandria war ein Frachtdampfschiff aus Schweden. Es gehörte der Reederei Götha, Förnyade Angfartygs Aktiebolag in Göteborg. Gebaut wurde das Schiff 1898 in Dänemark in der Werft Helsingørs Jernskibs & Maskinbyggeri Aktieselskab in Helsingør.

## Versenkung
Die Flandria sank am 18. Januar 1940 um 23.53 Uhr innerhalb von 20 Sekunden nach Torpedotreffer von U 9 (Oberleutnant zur See Wolfgang Lüth) in der Nordsee auf der Position 54° 0′ N, 3° 40′ O im Marineplanquadrat AN 6758. 17 Personen kamen bei dem Untergang ums Leben, vier überlebten.
Das Schiff hatte Stückgüter und Papier geladen und befand sich auf dem Weg nach Amsterdam.